# Chiasmodon braueri
Chiasmodon braueri är en fiskart som beskrevs av Weber, 1913. Chiasmodon braueri ingår i släktet Chiasmodon och familjen Chiasmodontidae. Inga underarter finns listade i Catalogue of Life.